# 鼎钧双年文学奖
鼎钧双年文学奖，又名21世纪鼎钧双年文学奖，係由十一位中国著名学者、编辑共同发起，每两年举办一次，每届颁发给一到两位中国作家。获奖者须在评选期内須有重要作品发表或出版，尤以长篇叙事作品为主。同時，其作品在个人创作史上須处于高峰状态，並对汉语写作有创造性贡献，及表现出人类精神的丰富性精湛的文学品质。
由第二屆起，为加强與东亚其它国家的文学交流，及扩大奖項在东亚地区的影响，除中国作家以外，得獎人将增添一位有重大影响的东亚作家。
第二屆以後迄今未再進行第三屆評獎。

## 歷屆得獎者
- 第一屆(2003)：莫言 《檀香刑》·李洱《花腔》
  - 候補作：
    - 红柯《西去的骑手》
    - 阎连科《坚硬如水》

- 第二屆(2005)：格非 《人面桃花》·阎连科《受活》·谷川俊太郎(日本)《谷川俊太郎诗选》
  - 候補作:：
    - 王蒙《青狐》
    - 林白《万物花开》
    - 棉棉《熊猫》
    - 老村《骚土》
    - 姜戎《狼图腾》
    - 王剛《英格力士》
    - 范穩《水乳大地》
    - 刘庆《长势喜人》
    - 宁肯《沉默之门》
    - 北村《愤怒》